# William Duesbury
William Duesbury (7. září 1725, Longton Hall, Staffordshire – 30. října 1786, Derby) byl britský smaltér a podnikatel 18. století. Vlastnil porcelánky Bow, Chelsea, Longton Hall a Derby, kterou sám založil.

## Biografie
Narodil se 7. září 1725 v Longton Hall v hrabství Staffordshire. Okolo roku 1742 pracoval jako smaltér v Londýně, kde zůstal do roku 1753. Následně žil a pracoval další dva roky v Longton Hall, kde sídlil jeho otec. V roce 1756, po seznámení s výrobci porcelánu a jejich produkty, se rozhodl založit vlastní porcelánku v Derby, na Nottingham Road. V tomto projektu ho finančně podpořili místní bankéři John a Christopher Heathovi. Nápomocen mu byl i zdejší hrnčíř Andrew Planche.
Roku 1775 obdrželi Duesbury a John Heath ocenění v podobě královského oprávnění užívat ve značce porcelánu korunu. Po neúspěchu Heathů Duesbury kompletně převzal podnikání. Zemřel na podzim 1786, nástupce byl jeho syn William Duesbury II.
Mnohé výrobky Duesburyho porcelánky Royal Crown Derby se dnes nacházejí v Muzeu a galerii města Derby.